# Петровка (Сасовский район)
Петро́вка — упразднённая деревня в Сасовском районе Рязанской области России. Входила в состав Поляки-Майдановского сельского округа.

## Географическое положение
Деревня находилась в восточной части Сасовского района, в 24 км к востоку от райцентра.

## Природа

#### Климат
Климат умеренно континентальный с умеренно жарким летом (средняя температура июля +19 °С) и относительно холодной зимой (средняя температура января −11 °С). Осадков выпадает около 600 мм в год.

## История
С 1861 г. деревня Петровская входила в Поляково-Майдановскую волость Елатомского уезда Тамбовской губернии.
До 2004 г. входила в Поляки-Майдановский сельский округ.

#### Известные уроженцы
- Грустнев Пётр Иванович — Герой Советского Союза.